# Guillaume Fillastre

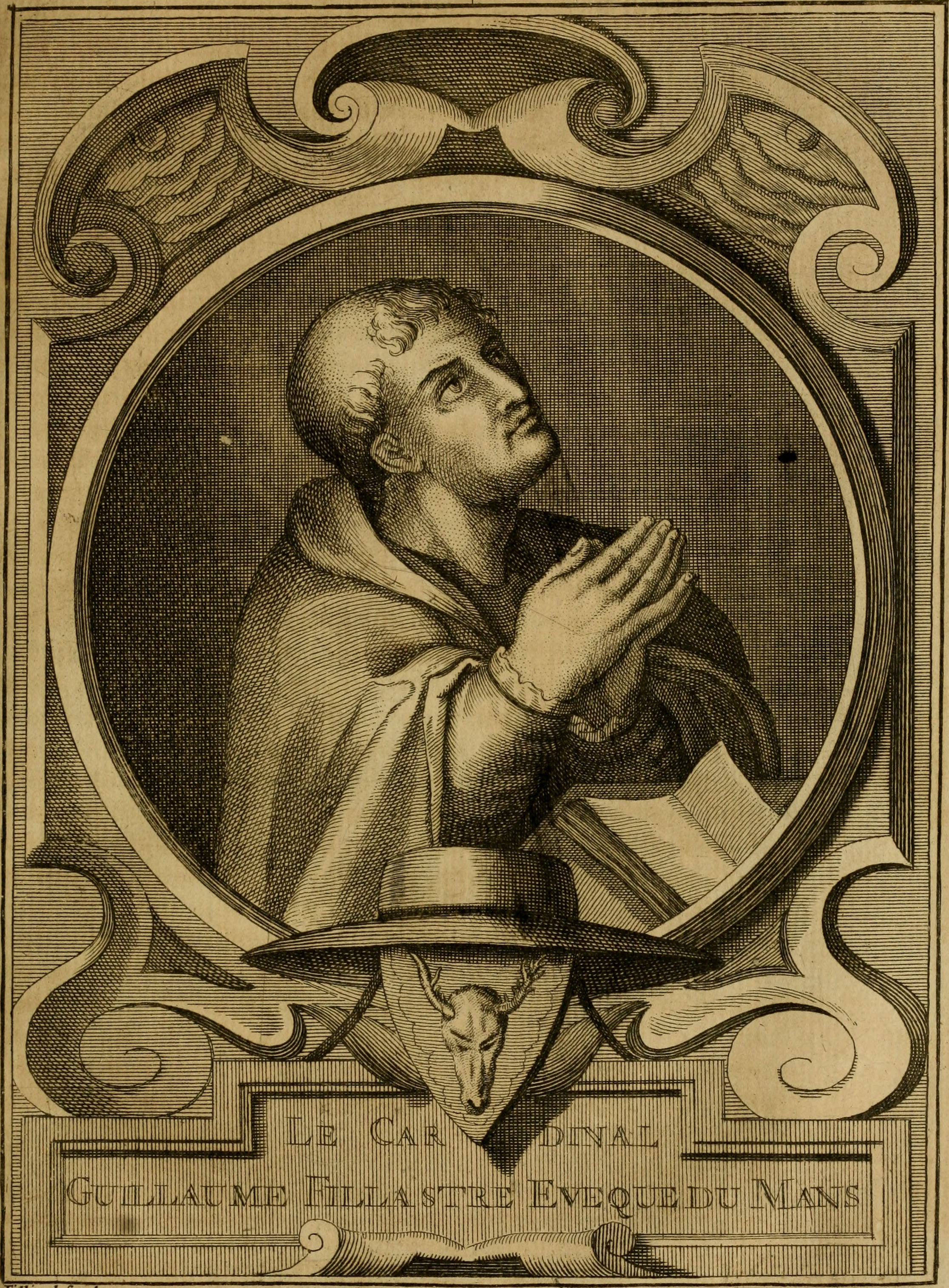
Kardinal Guillaume Fillastre (Porträt im Buch Histoire du Concile de Pise - et de ce qui s'est passé de plus mémorable depuis ce concile jusqu'au Concile de Constance, 1731)

Guillaume Fillastre (* 1348 in La Suze-sur-Sarthe, Frankreich; † 6. November 1428 in Rom) war ein französischer Kardinal der römisch-katholischen Kirche.
Nach der Graduierung zum Doktor der Rechte lehrte er zunächst Jurisprudenz in Reims. Dort wurde er 1392 zum Dekan des Domkapitels berufen. Während des Abendländischen Schismas versuchte er auf dem Konzil von Pisa 1409 einen Ausgleich der verschiedenen Fraktionen. Johannes XXIII. verlieh ihm am 6. Juli 1411 die Kardinalswürde; da dieser Papst als Gegenpapst gilt, wird ein von ihm ernannter Kardinal als Pseudokardinal bezeichnet. 1413 wurde er Erzbischof von Aix.
Auf dem Konzil von Konstanz spielte er eine wichtige Rolle. 1415 versuchte er die unterschiedlichen Kirchenfürsten zur Abdankung zu bewegen. Kardinal Fillastre nahm in Konstanz auch auf dem dort abgehaltenen am Konklave von 1417 teil. Der dort gewählte Papst Martin V. ernannte ihn 1418 zum päpstlichen Legaten für Frankreich, wo er sich sehr für die Einheit der Kirche einsetzte. Lediglich ein Jahr lang war er von 1420 bis 1421 Erzbischof von Aix, dann verzichtete er auf diese Würde und wurde 1422 Bischof von Saint-Pons-de-Thomières. Er starb in seinem 80. Lebensjahr mit der Würde eines Kardinalpriesters von San Marco in Rom.
Fillastre machte während des Konstanzer Konzils Aufzeichnungen, die wertvolle Hinweise auf die Geschehnisse während dieser Jahre der zerstrittenen Kirche geben. Ein wichtiges von ihm mitverfasstes Dokument trägt den Titel Haec sancta. Daneben leistete er wertvolle Dienste für die Geschichte der Geografie und Kartografie. Seine Herausgeberschaft von Kartenwerken Europas macht ihn auch auf diesem Gebiet zu einer bedeutenden Persönlichkeit.